# День пасічника
Де́нь па́січника — професійне свято бджолярів України. Відзначається щороку 19 серпня.

## Історія свята
Свято встановлено в Україні «…на підтримку ініціативи Міністерства агропромислового комплексу України та Спілки пасічників України…» згідно з Указом Президента України «Про День пасічника» від 15 серпня 1997 р. № 815/97.
День було вибрано, очевидно, у відповідності з православним святом Спас (6 серпня, яке тоді ще святкувалося за старим стилем 19 серпня), з яким традиційно в українців пов'язувалися «медові» традиції (на відміну від росіян, у яких ці традиції пов'язані зі святом, що відповідає українському Маковія).
У 2024 році Бджолярський Круг України запропонував перенести святкування Дня пасічника в Україні з 19 серпня на 1 серпня (очевидно, вже на свято Маковія, яке після зміни церковного календаря припадає на цей день, і яке помилково з 90-х років XX ст. почали називати «Медовим Спасом»). Але 19 листопада 2024 року робоча група з бджільництва при Міністерстві аграрної політики проголосувала залишити 19 серпня.

## Галерея

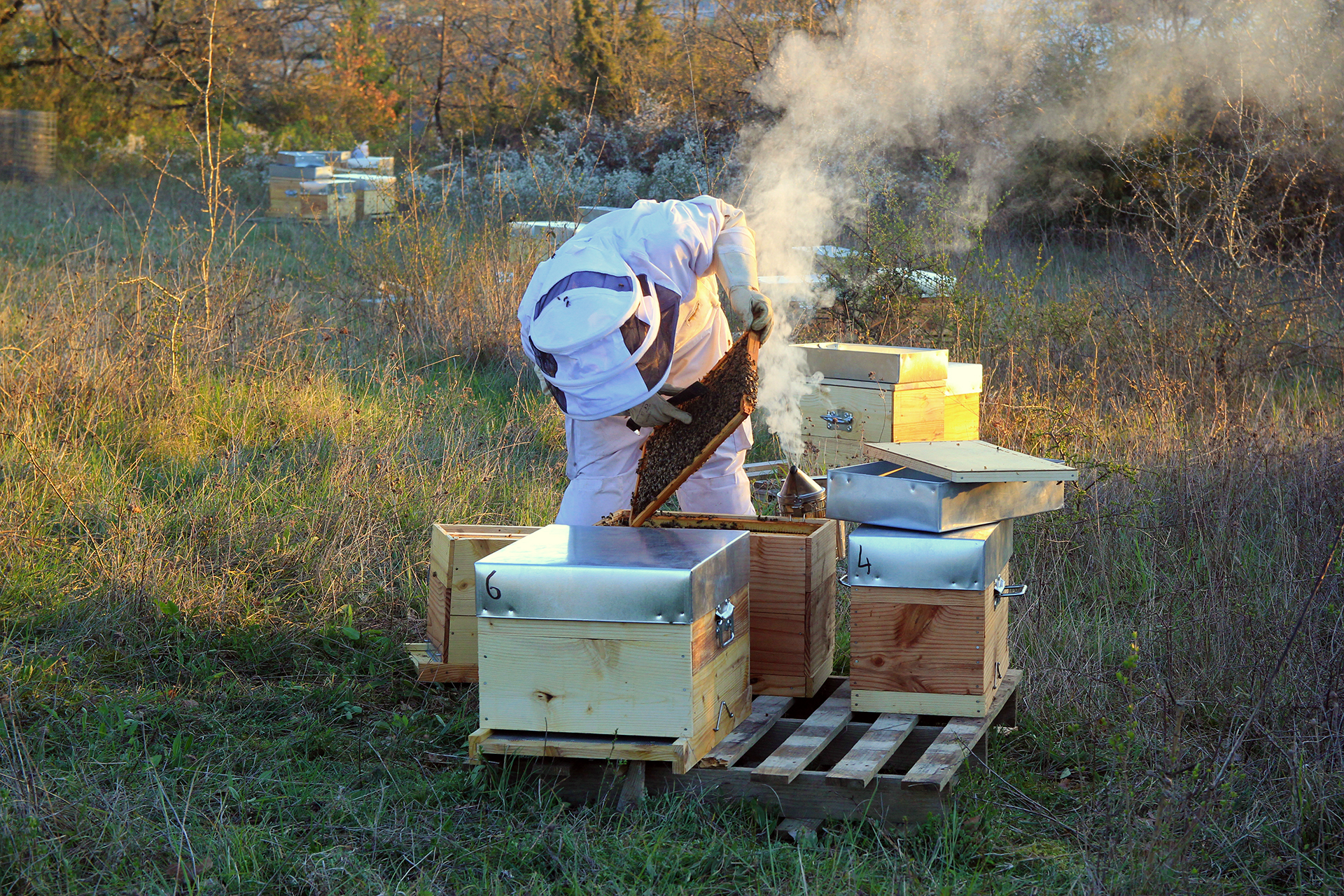
Турботлива праця
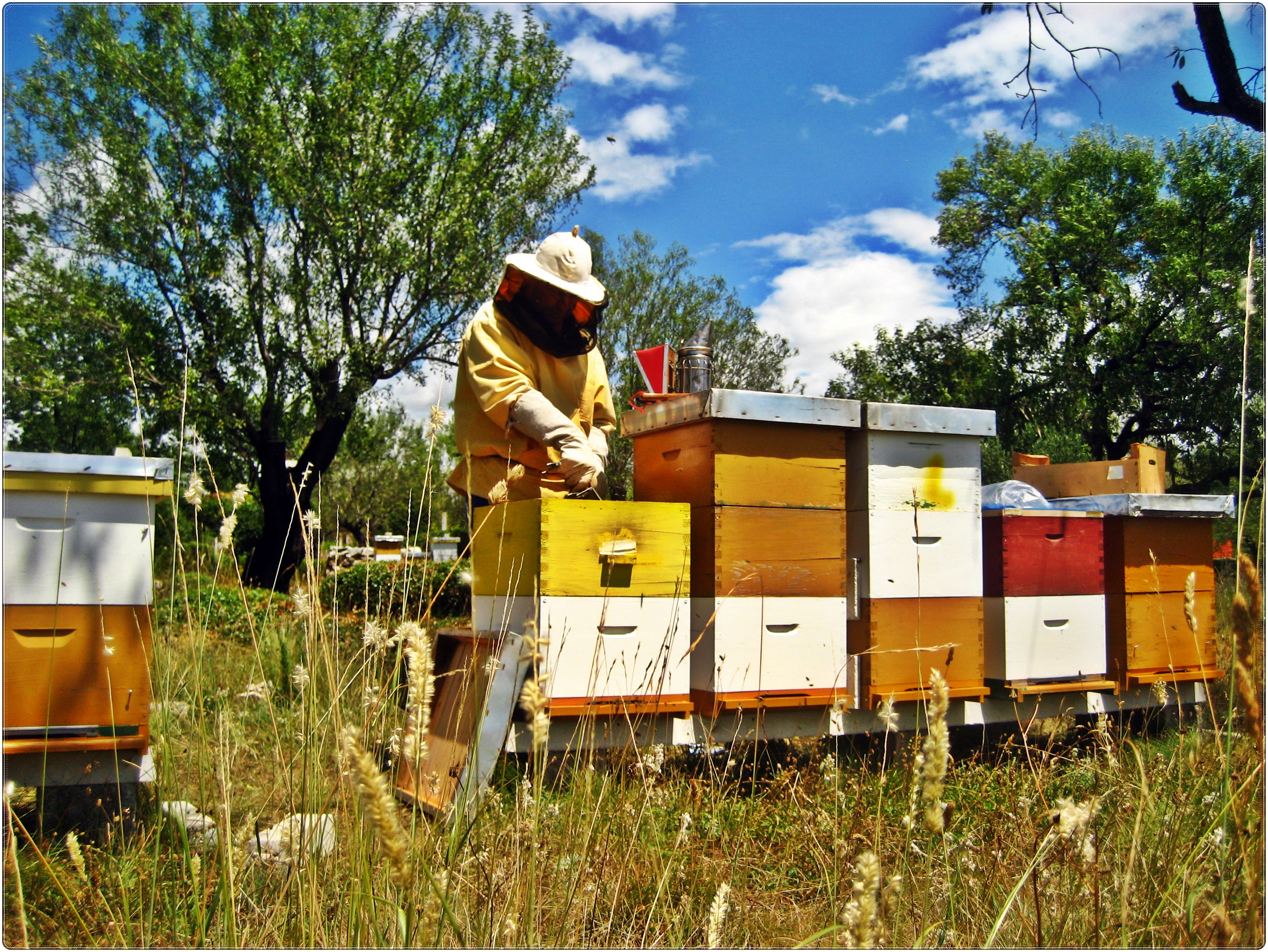
Домівки для бджіл
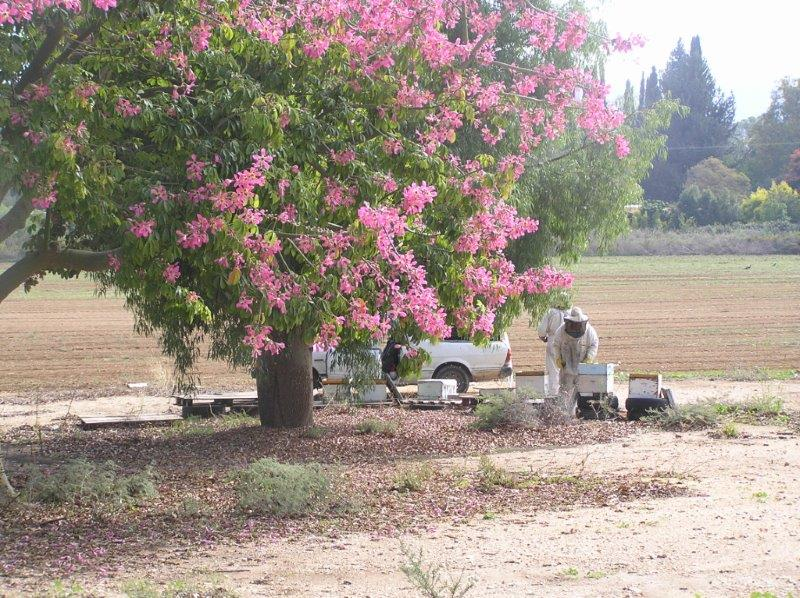
Травневий мед
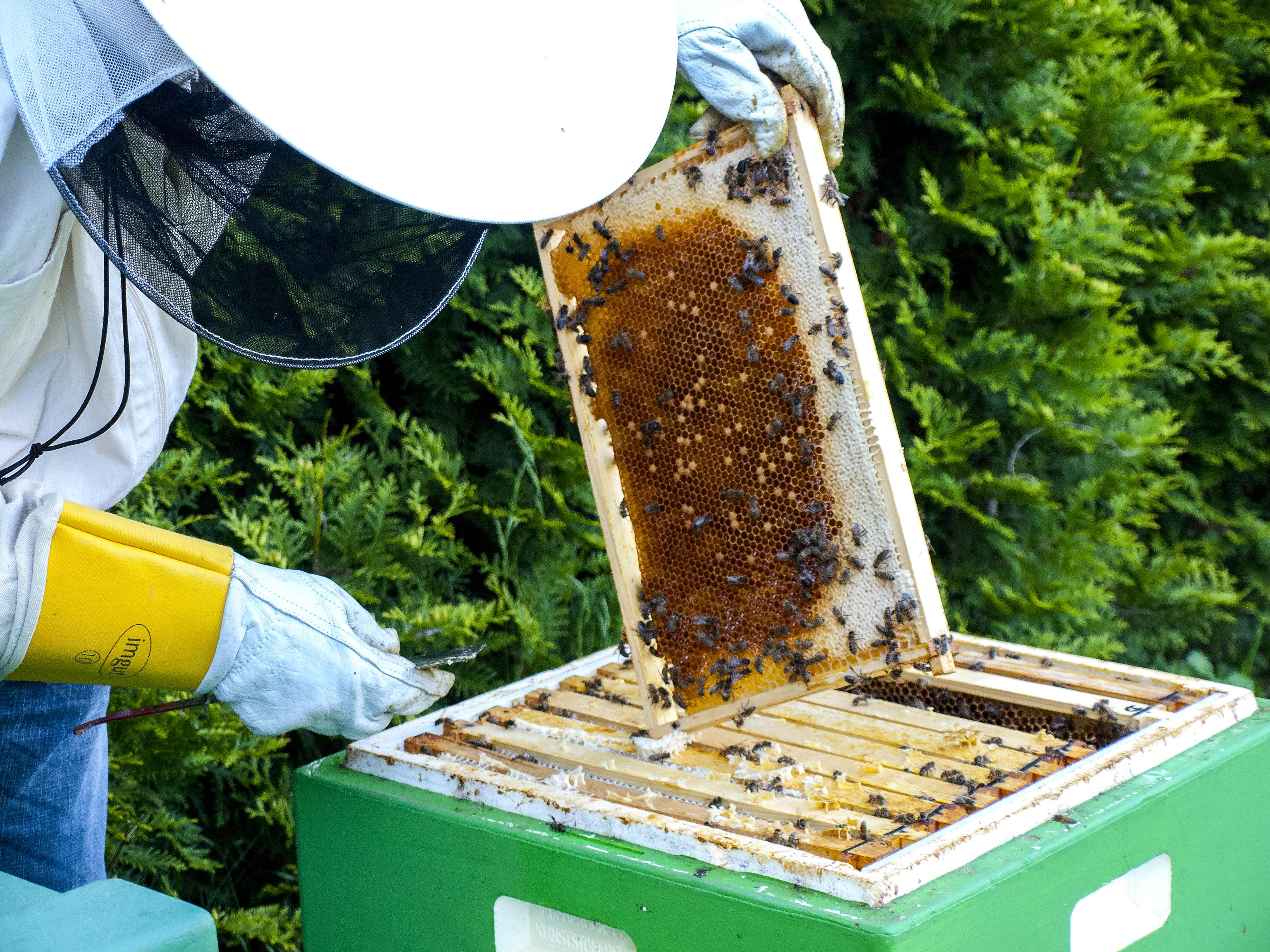
Прискіпливий огляд
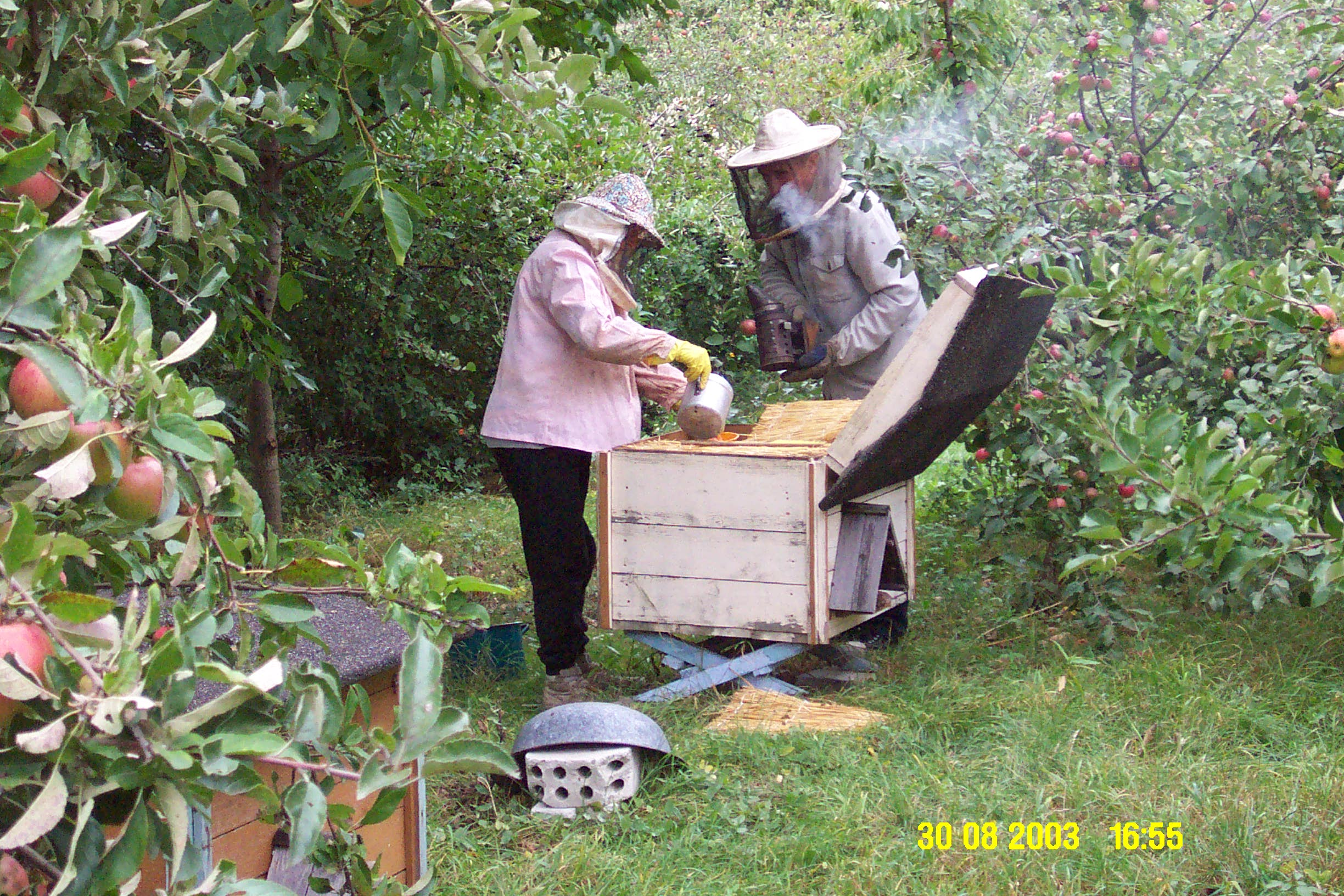
Золота осінь